# Королевские сухопутные войска Камбоджи
Королевская армия Камбоджи (кхмер. កងទ័ពជើងគោក) — вид Королевских вооружённых сил Камбоджи, который отвечает за проведение наземных военных операций. Численность королевских сухопутных сил — 85 000 человек, разделены на одиннадцать пехотных дивизий с артиллерийскими и танковыми частями. Находится под контролем Министерства национальной обороны Камбоджи.

## Структура
Страна разделена на шесть военных регионов (1-й, 2-й, 3-й, 4-й, 5-й и специальный). В каждом военном регионе есть несколько провинций, в которых базируется, по крайне мере, одна дивизия. Верховный главнокомандующий сухопутных войск — Генерал Меас Софея. Он также является заместителем главнокомандующего вооружённых сил Камбоджи.
Армейские дивизии расположены по военным регионам:
- 1-й регион — Провинции Стынгтраенг, Ратанакири, и Мондолькири. Штаб-квартира: город Стынгтраенг
- 2-й регион — Провинции Кампонгтям, Прейвэнг, и Свайриенг. Штаб-квартира: город Кампонгтям
- 3-й регион — Провинции Кампонгспы, Такео, Кампот, Кампонгсаом, Кохконг, и Каеп. Штаб-квартира: город Кампонгспы
- 4-й регион — Провинции Сиемреап, Оддармеантьей, Прэахвихеа, и Кампонгтхом. Штаб-квартира: город Сиемреап
- 5-й регион — Провинции Баттамбанг, Поусат, Бантеаймеантьей, и Пайлин. Штаб-квартира: город Баттамбанг
- Специальный регион — Провинции Кампонгчнанг, Кандаль и муниципалитет Пномпень. Штаб-квартира: город Пномпень

Каждый регион находится под командованием генерал-майора, и начальника штаба, имеющего звание бригадного генерала. В каждом регионе имеется военная база, которая носит название Военной Оперативной Зоны и находится под командованием полковника.

## Миротворческие операции
Королевские сухопутные войска направляли личный состав в различные горячие точки в рамках деятельности Камбоджи как государства-члена Организации Объединенных Наций. В настоящее время в общей сложности 6822 солдата, из них 369 женщин, в основном инженеры и подразделения материально-технического обеспечения, были направлены в 10 миротворческих миссий в девяти странах, таких как:
- ЦАР
- Чад
- Кипр
- Ливан
- Мали
- Южный Судан
- Судан
- Сирия
- Йемен

## Оружие и вооружение
В июне 2010 года, армия имела:
- 500 танков
- 300 БМП
- 600 артиллерии
- 19 вертолётов

#### Бронетехника
| Название     | Тип                  | Количество | Страна                | Примечание                  |
| ------------ | -------------------- | ---------- | --------------------- | --------------------------- |
| T-54/55      | Средний танк         | 200        | СССР                  |                             |
| T-55AM2 T-55 | Средний танк         | 200 100    | Чехия/ Польша/ Сербия |                             |
| Type 62      | Лёгкий танк          | 100        | Китай                 |                             |
| БМП-1        | Боевая машина пехоты | 200        | СССР                  |                             |
| БТР-60PB     | Бронетранспортёр     | 300        | СССР/ Болгария        |                             |
| БТР-152      | Бронетранспортёр     | 50         | СССР                  | Возможно сняты с вооружения |
| OT-64 SKOT   | Бронетранспортёр     | 50         | Польша/ Чехия         |                             |
| БРДМ-2       | Бронеавтомобиль      | 50         | СССР                  |                             |
| ПТ-76        | Лёгкий танк          | 50         | СССР                  |                             |
| M113         | Бронетранспортёр     | 50         | США                   |                             |

## Артиллерия и ПВО
| Название    | Тип             | Количество | Страна | Примечание |
| ----------- | --------------- | ---------- | ------ | ---------- |
| ЗИС-3       | 76 мм ПТ пушка  | 50         | СССР   |            |
| Т-12        | 100 мм ПТ пушка | 50         | СССР   |            |
| Д-74        | 122 мм гаубица  | 50         | Китай  |            |
| M-30        | 122 мм гаубица  | 50         | СССР   |            |
| Д-30        | 122 мм гаубица  | 50         | СССР   |            |
| M-46        | 130 мм гаубица  | 100        | СССР   |            |
| Тип 59-1    | 130 мм гаубица  | 200        | Китай  |            |
| Тип 63      | 107 мм РСЗО     | 200        | Китай  |            |
| Тип 81 СПРЛ | 122 мм РСЗО     | 100        | Китай  |            |
| БМ-21       | 122 мм РСЗО     | 200        | СССР   |            |
| БМ-13/16    | 132 мм РСЗО     | 100        | СССР   |            |
| БМ-14       | 140 мм РСЗО     | 100        | СССР   |            |

| Название   | Тип                             | Количество | Страна | Примечание |
| ---------- | ------------------------------- | ---------- | ------ | ---------- |
| ЗПУ-4      | 14.5 мм towed anti-aircraft gun | 100        | СССР   |            |
| Bofors L60 | зенитное орудие                 | 50         | Швеция |            |
| ЗУ-23-2    | 23 мм зенитная установка        | 100        | СССР   |            |
| 61-K       | 37 мм зенитная пушка            | 100        | СССР   |            |
| Tип 65/74  | 37 мм зенитное орудие           | 100        | Китай  |            |
| С-60       | 57 мм зенитное орудие           | 100        | СССР   |            |
| KКС-19     | 100 мм зенитное орудие          | 50         | СССР   |            |

## Вооружение пехотных войск
| Страна           | Название                   | Тип                                   | Примечание |
| ---------------- | -------------------------- | ------------------------------------- | --- |
| Бельгия          | Browning Hi-Power          | самозарядный пистолет                 | стандартная модель |
| СССР             | ТТ                         | самозарядный пистолет                 | стандартная модель |
| Китай            | Type 54 (en)               | Пистолет                              | стандартная модель |
| Китай            | QSZ-92                     | Пистолет                              | стандартная модель |
| СССР             | Пистолет Макарова          | Пистолет                              | стандартная модель |
| Бельгия          | Browning Hi-Power          | Пистолет                              | Используется в малом количестве. |
| СССР             | AKM                        | Автомат                               | стандартная модель |
| СССР             | АКМ (АКМС)                 | Автомат                               | стандартная модель |
| Китай            | Тип 56                     | Автомат                               | стандартная модель |
| Китай            | Тип 56-1                   | Автомат                               | стандартная модель |
| Китай            | Тип 56-2                   | Автомат                               | стандартная модель, Не давно был принят на вооружение пограничными войсками которые охраняют Камбоджо-Таиландскую границу.           |
| Китай            | Тип 81                     | Автомат                               | Не давно принят на вооружение. |
| Китай            | CQ 311                     | Автомат                               | Использовались вместе с М16 автоматами.                                                                                              |
| Китай            | CQ 5,56                    | Автомат                               | Китайский вариант M4 . Используется полком 911 и работниками, какие работают телохранителями.                                        |
| Индонезия        | Pindad SS1-V1              | Автомат                               | Используется полком 911, военной полицией, и работниками, какие работают телохранителями.                                            |
| США              | M16                        | Автомат                               | используется городской полицией, военной полицией, также для тренировок.ФАНК использовала это винтовку как основную.                 |
| Республика Корея | Daewoo K2                  | Автомат                               | Используется полком 911. |
| Республика Корея | Daewoo K1A                 | Автомат                               | Используется полком 911. |
| Китай            | QBZ-97                     | Автомат                               | Используется 911 полком и людьми, какие работают телохранителями.                                                                    |
| Китай            | QBZ-97A                    | Пулемет                               | стандартная модель Используется полком 911                                                                                           |
| Китай            | QBZ-97B                    | Автоматичная винтовка                 | стандартная модель Используется полком 911, также работниками, какие работают телохранителями и камбоджийской национальной гвардией. |
| СССР             | СКС                        | Самозарядный карабин                  | Использовались национальной гвардией Камбоджи. Списаны и заменены на QBZ-97B.                                                        |
| Китай            | Тип 56 карабин             | Самозарядный карабин                  | Используется королевской гвардией и для тренировок с карабином.                                                                      |
| Китай            | Тип 85                     | Пистолет пулемёт                      | Используется полком 911. |
| Республика Корея | Daewoo K7                  | Пистолет пулемёт                      | Используется полком 911. |
| Израиль          | Mini Uzi                   | Пистолет пулемёт                      | стандартная модель Используется людьми, какие работают телохранителями.                                                              |
| Германия         | HK MP5A4                   | Пистолет пулемёт                      | Используется малым количеством сотрудников полка 911, ещё используется малым количеством работников, какие работают телохранителями. |
| СССР             | СВД                        | Снайперская винтовка                  | стандартная модель |
| Китай            | Тип 79/85                  | Снайперская винтовка                  | стандартная модель |
| Китай            | KBU-97A                    | Снайперская винтовка                  | Недавно поступила на вооружение. |
| СССР             | Ручной пулемёт Калашникова | Ручной пулемёт                        | стандартная модель |
| СССР             | Ручной пулемёт Дегтярёва   | Ручной пулемёт                        | стандартная модель |
| Китай            | Тип 56 ЛМГ                 | Ручной пулемёт                        | стандартная модель |
| Китай            | QBB-97 LSW                 | Ручной пулемёт                        | Используется полком 911. |
| Россия           | Пулемёт Калашникова        | Единый пулемёт                        | стандартная модель |
| Китай            | Тип 80                     | Единый пулемёт                        | стандартная модель |
| СССР             | ДШКM                       | Крупнокалиберный пулемёт              | |
| Китай            | ДШК                        | Крупнокалиберный пулемёт              | Был заменен на пулемёт W85 для сухопутных войск . Для танков пулемёт все еще используется.                                           |
| Китай            | Тип 77                     | Крупнокалиберный пулемёт              | |
| Китай            | W85                        | Крупнокалиберный пулемёт              | стандартная модель |
| СССР             | РПГ-2                      | Ручной противотанковый гранатомёт     | стандартная модель |
| Россия           | РПГ-7В2                    | Ручной противотанковый гранатомёт     | стандартная модель |
| Китай            | РПГ-2                      | Ручной противотанковый гранатомёт     | стандартная модель |
| Китай            | Тип 69 РПГ                 | Ручной противотанковый гранатомёт     | стандартная модель |
| Китай            | PF-89                      | Противотанковый гранатомёт            | стандартная модель новый противотанковый гранатомёт.                                                                                 |
| Германия         | Armbrust                   | Противотанковый гранатомёт            | стандартная модель |
| СССР             | Стрела-2                   | Переносной зенитный ракетный комплекс | стандартная модель |
| Китай            | HN-5                       | Переносной зенитный ракетный комплекс | стандартная модель |
| Китай            | FN-6                       | Переносной зенитный ракетный комплекс | стандартная модель |
| Китай            | FN-12/16                   | Переносной зенитный ракетный комплекс | стандартная модель, улучшенная версия FN-6.                                                                                          |
| США              | M79                        | Гранатомёт                            | стандартная модель ФАНК в основном использовали этот гранатомет .                                                                    |
| США              | M203                       | Гранатомёт                            | прикрепленный к автомату М16, его использовали ФАНК.                                                                                 |